# Personlighetstyp
En personlighetstyp är en bedömning av personlighet i "mätbara" eller kvalitativa termer och egenskaper.
Några modeller:
1. Carl Gustav Jung har presentrat en empirisk modell (se Carl Gustav Jung för en kort sammanfattning)
2. Myers-Briggs Type Indicator, eller MBTI, bygger på CG Jungs modell
3. Henrik Sjöbring använde variablerna validitet, soliditet, stabilitet och kapacitet.
4. Ernst Kretschmer ansåg att det fanns ett samband mellan olika kroppstyper och psykiska egenskaper, se Kretschmers konstitutionslära.
5. Femfaktorteorin (Big Five) utgår från faktoranalys.
  1. I Hexaco har en av de fem faktorerna delats upp i två olika faktorer.